# Hold Back the River
Hold Back the River è un singolo del cantautore britannico James Bay, pubblicato il 17 novembre 2014 come secondo estratto dal primo album in studio Chaos and the Calm.
Inizialmente pubblicato per il download digitale, il 13 marzo 2015 è stato pubblicato anche in formato fisico. Il singolo ha raggiunto il secondo posto nella Official Singles Chart e ha ottenuto un ottimo successo in tutto il mondo.

## Tracce
Download digitale
1. Hold Back the River – 4:03
2. Sparks – 3:06
3. Wait In Line – 4:02
4. Hold Back the River (Live at The Hotel Cafe) – 3:59

CD-Single Republic 4726318 (UMG) / EAN 0602547263186
1. Hold Back the River – 3:40
2. Wait In Line – 4:02

## Classifiche
| Classifica (2015)               | Posizione massima |
| ------------------------------- | ----------------- |
| Australia                       | 4                 |
| Austria                         | 4                 |
| Belgio (Fiandre)                | 7                 |
| Belgio (Vallonia)               | 3                 |
| Canada                          | 56                |
| Canada (digital)                | 25                |
| Danimarca                       | 20                |
| Europa                          | 2                 |
| Francia                         | 72                |
| Germania                        | 4                 |
| Irlanda                         | 1                 |
| Italia                          | 7                 |
| Norvegia                        | 24                |
| Nuova Zelanda                   | 8                 |
| Paesi Bassi                     | 12                |
| Polonia                         | 16                |
| Regno Unito                     | 2                 |
| Regno Unito (download)          | 2                 |
| Repubblica Ceca                 | 19                |
| Scozia                          | 2                 |
| Spagna                          | 25                |
| Stati Uniti (adult alternative) | 2                 |
| Stati Uniti (adult top 40)      | 10                |
| Stati Uniti (alternative)       | 13                |
| Stati Uniti (rock)              | 10                |
| Stati Uniti (rock airplay)      | 17                |
| Stati Uniti (rock digital)      | 13                |
| Svezia                          | 17                |
| Svizzera                        | 4                 |
| Ungheria                        | 32                |